# Microsoft Songsmith
Microsoft Research Songsmith — прикладна програма для генерації автоматичного акомпанементу до вокалу користувача для Windows. Уперше була запущена на початку 2009 року. Користувач може регулювати темп, вибирати жанр (наприклад, поп, хіп-хоп, рок, джаз тощо), і загальний настрій (наприклад, щоб зробити пісню щасливою, сумною, джазовою тощо).
Програмне забезпечення було розроблено командою Microsoft Research під керівництвом дослідників Дена Моррісаом і Суміта Басу. Спочатку продукт розроблювався як проєкт під назвою «MySong» у співпраці Microsoft Research зі студентом Вашингтонського університету Яном Сімоном, улітку 2007 року. «Songsmith» є другим комерційним проєктом Microsoft Research після «AutoCollage».
Морріс і Басу знялися в рекламному ролику, що став вірусним відео. Цей ролик показали по австралійському телеканалі ABC у програмі «The Gruen Transfer» як лауреата на найгіршу рекламу.
Випуск програмного забезпечення породив інтернет-мем, де вокальні треки популярних пісень створювалися в програмі.